# Seznam prezidentů Francie
Toto je seznam prezidentů Francie navazující na seznam francouzských panovníků.

## Seznam prezidentů Francouzské republiky
| Jména                                                              | Život       | Funkční období |
| ------------------------------------------------------------------ | ----------- | -------------- |
| Druhá republika (1848 – 1852)                                      |             |                |
| Ludvík Napoleon                                                    | 1808 – 1873 | 1848 – 1852    |
| Dočasná vláda Francouzské republiky (1870 – 1875)                  |             |                |
| Adolphe Thiers                                                     | 1797 – 1877 | 1871 – 1873    |
| Patrice de Mac-Mahon                                               | 1808 – 1893 | 1873 – 1875    |
| Třetí republika (1875 – 1940)                                      |             |                |
| Patrice de Mac-Mahon                                               | 1808 – 1893 | 1875 – 1879    |
| Jules Grévy                                                        | 1807 – 1891 | 1879 – 1887    |
| Sadi Carnot                                                        | 1837 – 1894 | 1887 – 1894    |
| Jean Casimir-Perier                                                | 1847 – 1907 | 1894 – 1895    |
| Félix Faure                                                        | 1841 – 1899 | 1895 – 1899    |
| Émile Loubet                                                       | 1838 – 1929 | 1899 – 1906    |
| Armand Fallières                                                   | 1841 – 1931 | 1906 – 1913    |
| Raymond Poincaré                                                   | 1860 – 1934 | 1913 – 1920    |
| Paul Deschanel                                                     | 1855 – 1922 | 1920           |
| Alexandre Millerand                                                | 1859 – 1943 | 1920 – 1924    |
| Gaston Doumergue                                                   | 1863 – 1937 | 1924 – 1931    |
| Paul Doumer                                                        | 1857 – 1932 | 1931 – 1932    |
| Albert Lebrun                                                      | 1871 – 1950 | 1932 – 1940    |
| Okupovaná zóna / Francouzský stát / Svobodná Francie (1940 – 1944) |             |                |
| Dočasná vláda Francouzské republiky (1944 – 1946)                  |             |                |
| Čtvrtá Francouzská republika (1946 – 1958)                         |             |                |
| Vincent Auriol                                                     | 1884 – 1966 | 1947 – 1954    |
| René Coty                                                          | 1882 – 1962 | 1954 – 1959    |
| Pátá republika (1958 – )                                           |             |                |
| Charles de Gaulle                                                  | 1890 – 1970 | 1959 – 1969    |
| Alain Poher                                                        | 1909 – 1996 | 1969           |
| Georges Pompidou                                                   | 1911 – 1974 | 1969 – 1974    |
| Alain Poher                                                        | 1909 – 1996 | 1974           |
| Valéry Giscard d'Estaing                                           | 1926 - 2020 | 1974 – 1981    |
| François Mitterrand                                                | 1916 – 1996 | 1981 – 1995    |
| Jacques Chirac                                                     | 1932 - 2019 | 1995 – 2007    |
| Nicolas Sarkozy                                                    | 1955        | 2007 – 2012    |
| François Hollande                                                  | 1954        | 2012 – 2017    |
| Emmanuel Macron                                                    | 1977        | od 2017        |

Poznámka: kurzívou jsou uvedena jména dočasných prezidentů a režimů Francie. Podle ústavy Páté republiky předseda senátu může zastávat funkce prezidenta v případě jeho úmrtí v úřadu, nemožnosti výkonu funkce, demise či ústavní procedury zákazu výkonu funkce z důvodu velezrady.

### Období 1940-1947
| Jméno                                  | Život                                  | Období                      |
| -------------------------------------- | -------------------------------------- | --------------------------- |
| Francouzský stát                       | Francouzský stát                       | 1940 – 1944                 |
| Philippe Pétain                        | 1856 – 1951                            | červen 1940 – červen 1944   |
| Svobodná Francie                       | Svobodná Francie                       | 1940 – 1943                 |
| Charles de Gaulle                      | 1890 – 1970                            | červen 1940 – červen 1943   |
| Francouzský výbor národního osvobození | Francouzský výbor národního osvobození | 1943 – 1944                 |
| Henri Giraud                           | 1879 – 1949                            | červen 1943 – srpen 1943    |
| Charles de Gaulle                      | 1890 – 1970                            | červen 1943 – červen 1944   |
| Dočasná vláda Francouzské republiky    | Dočasná vláda Francouzské republiky    | 1944 – 1946                 |
| Charles de Gaulle                      | 1890 – 1970                            | červen 1944 – leden 1946    |
| Félix Gouin                            | 1884 – 1977                            | leden 1946 – červen 1946    |
| Georges Bidault                        | 1899 – 1983                            | červen 1946 – listopad 1946 |
| Léon Blum                              | 1872 – 1950                            | prosinec 1946 – leden 1947  |

## Portréty

### Druhá republika

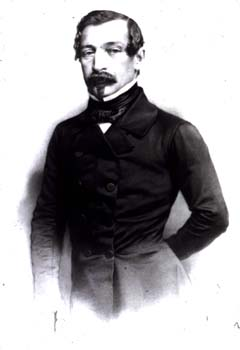
Napoleon III.

### Třetí republika

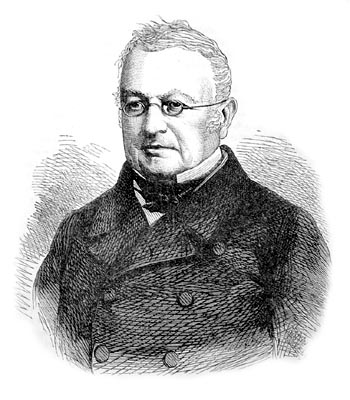
Adolphe Thiers
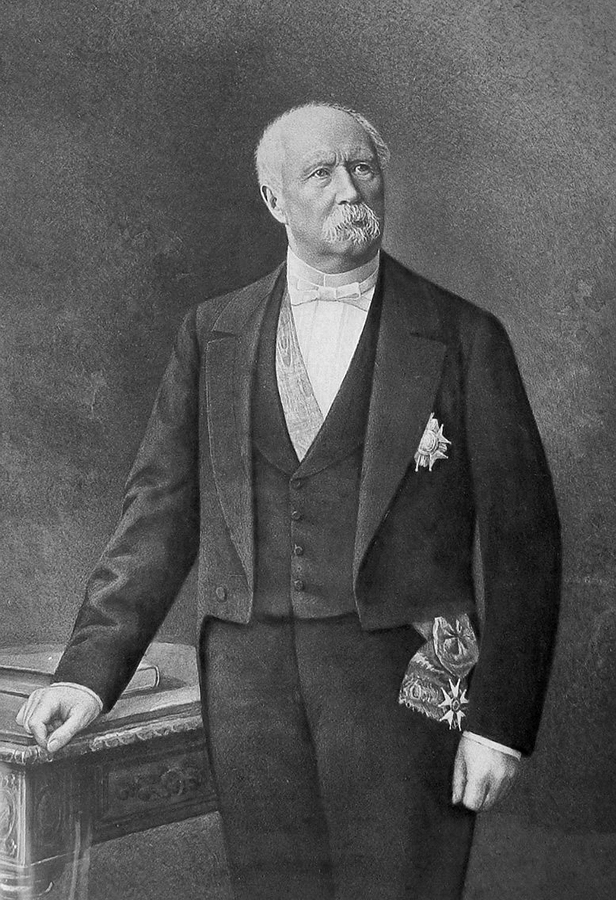
Patrice de Mac-Mahon
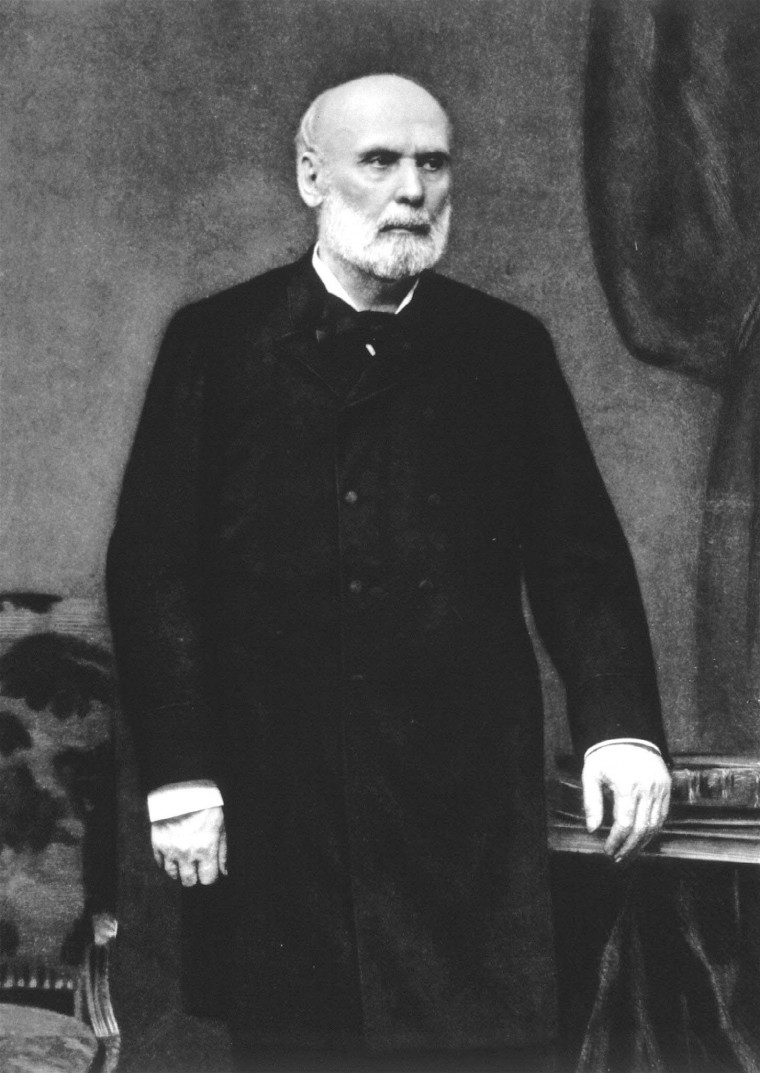
Jules Grévy
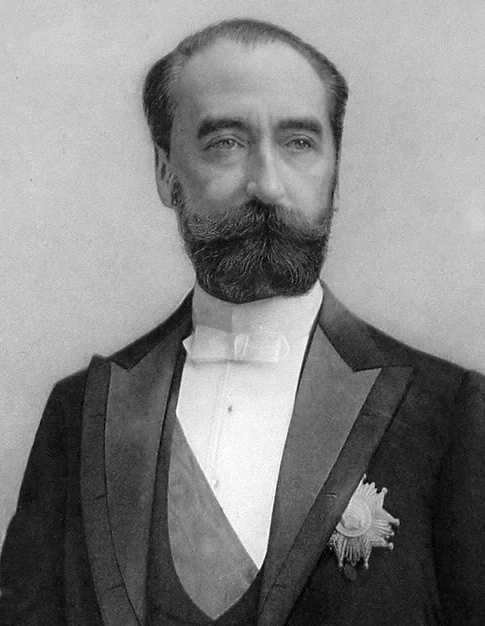
Sadi Carnot
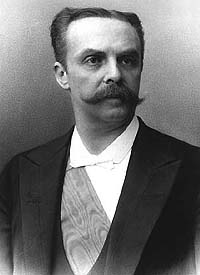
Jean Casimir-Perier
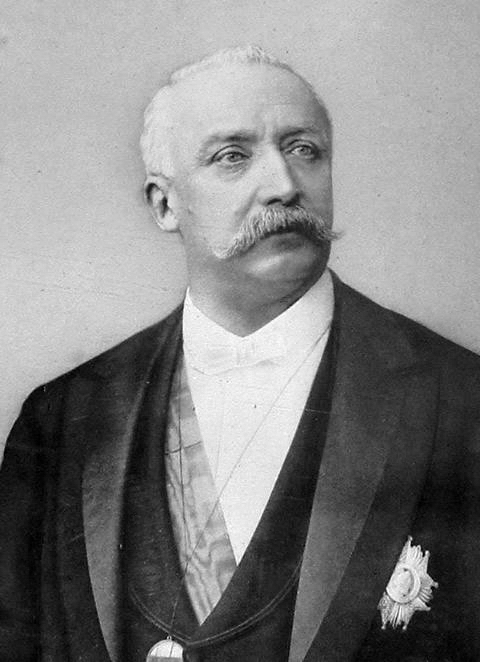
Félix Faure
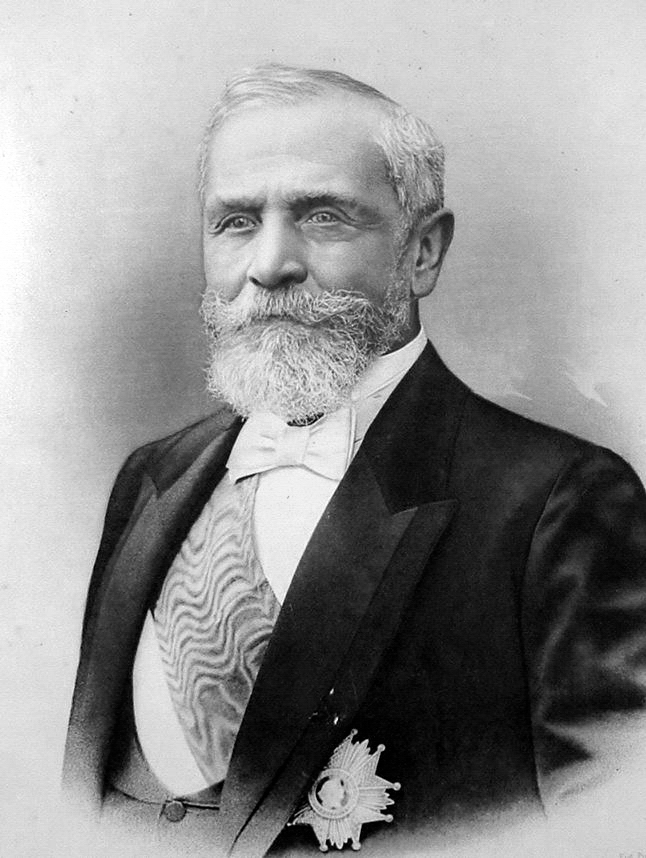
Émile Loubet
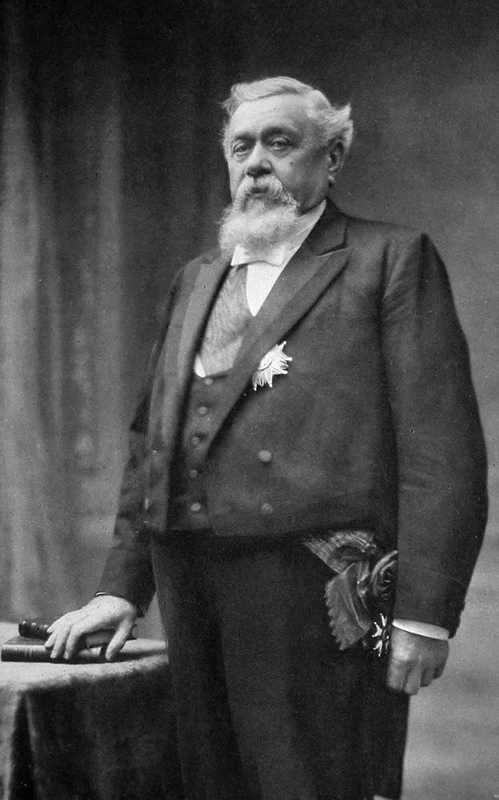
Armand Fallières
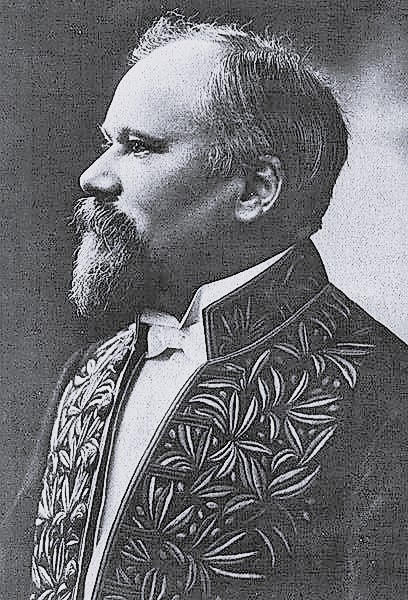
Raymond Poincaré
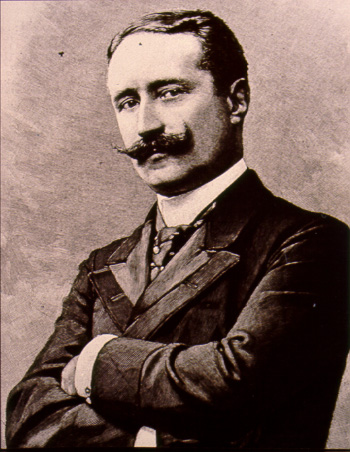
Paul Deschanel
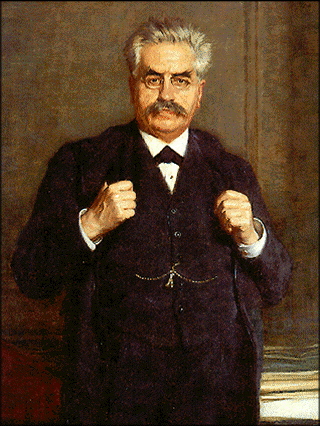
Alexandre Millerand
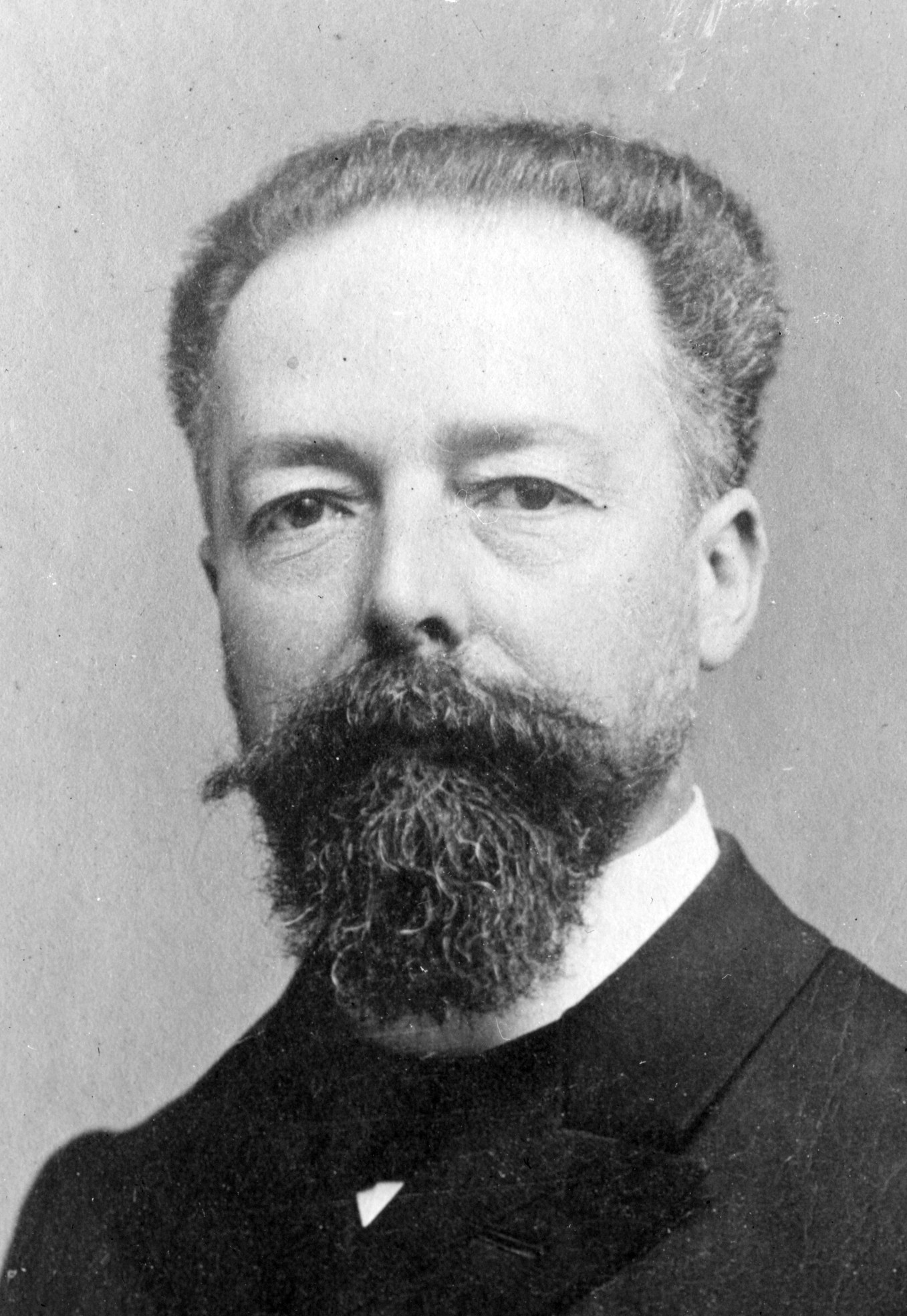
Paul Doumer
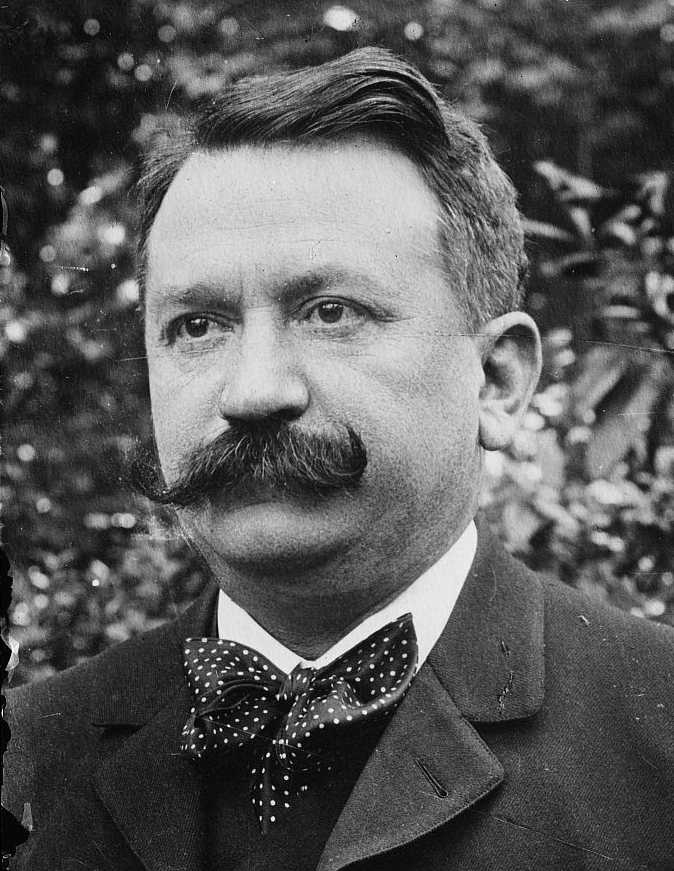
Gaston Doumergue
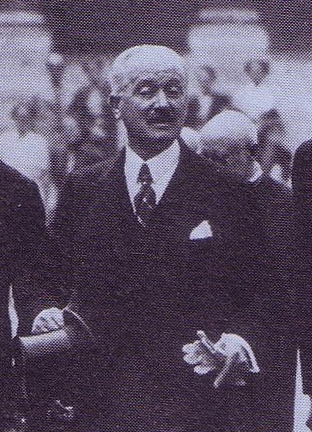
Albert Lebrun

### Čtvrtá republika

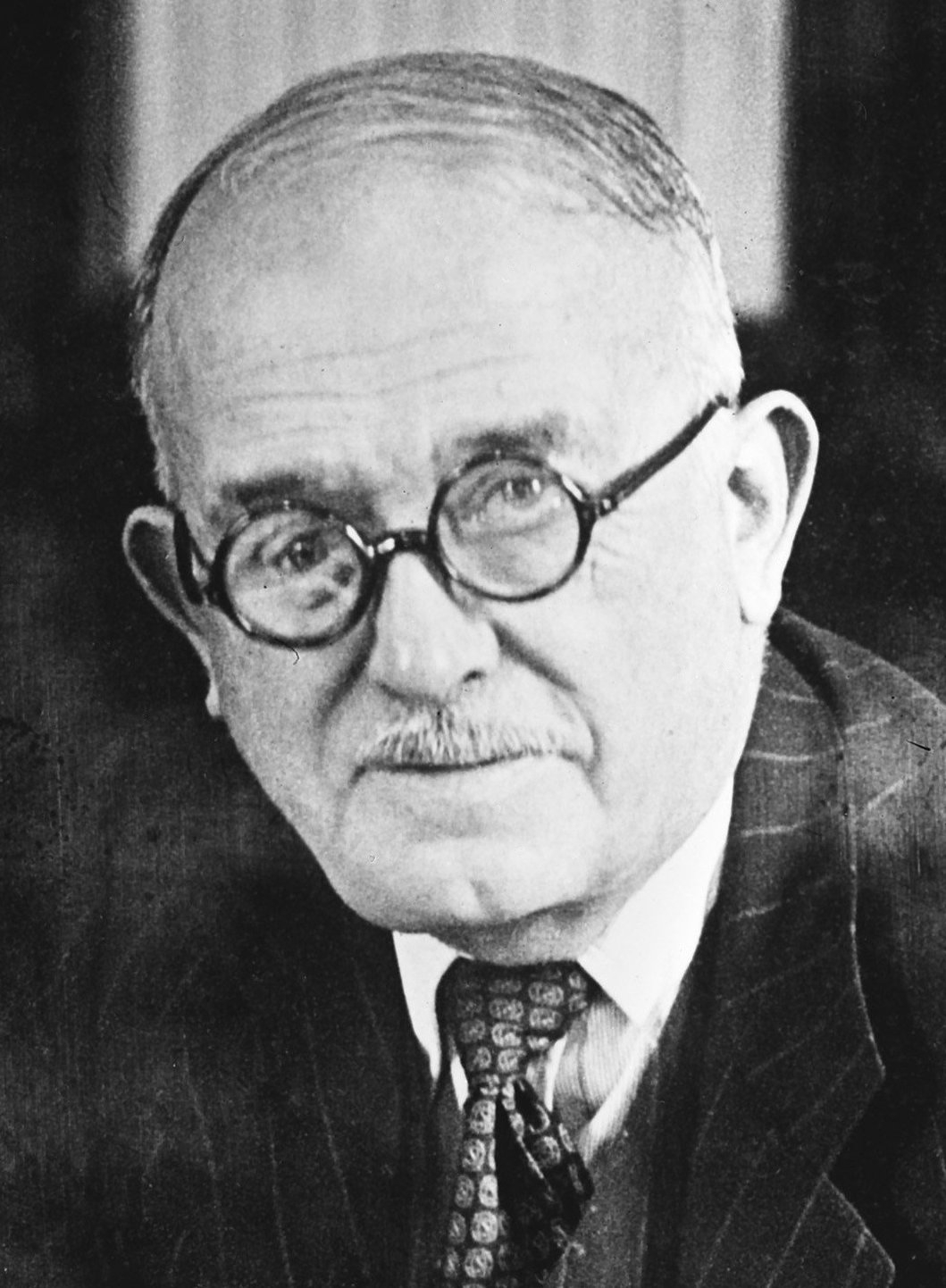
Vincent Auriol
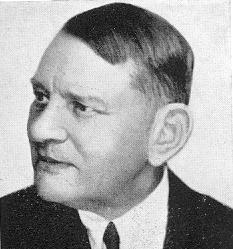
René Coty

### Pátá republika

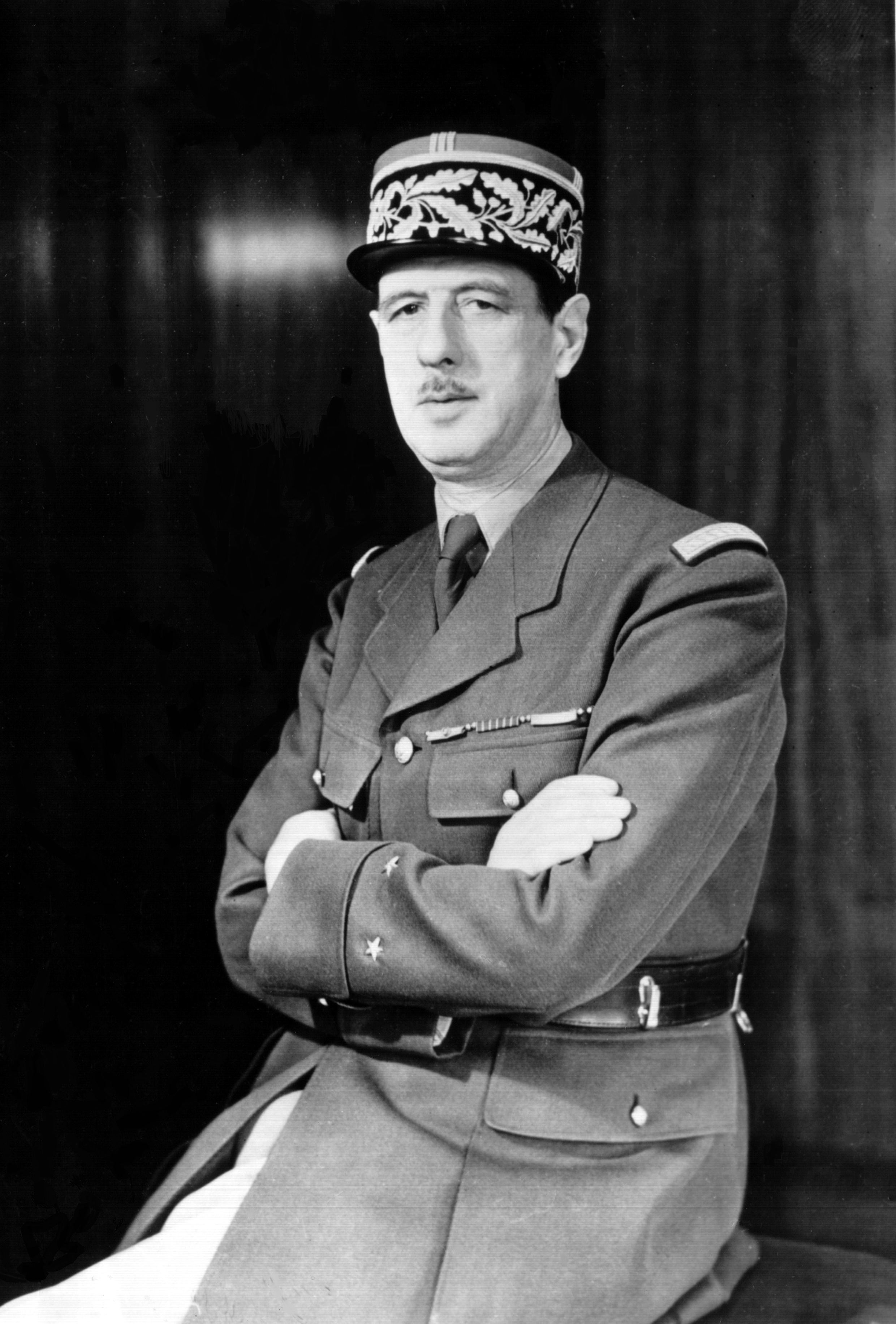
Charles de Gaulle
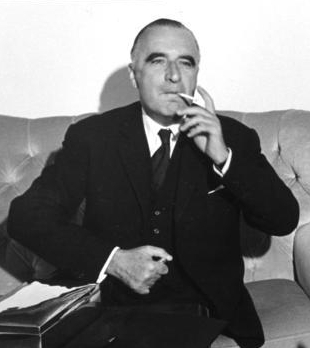
Georges Pompidou
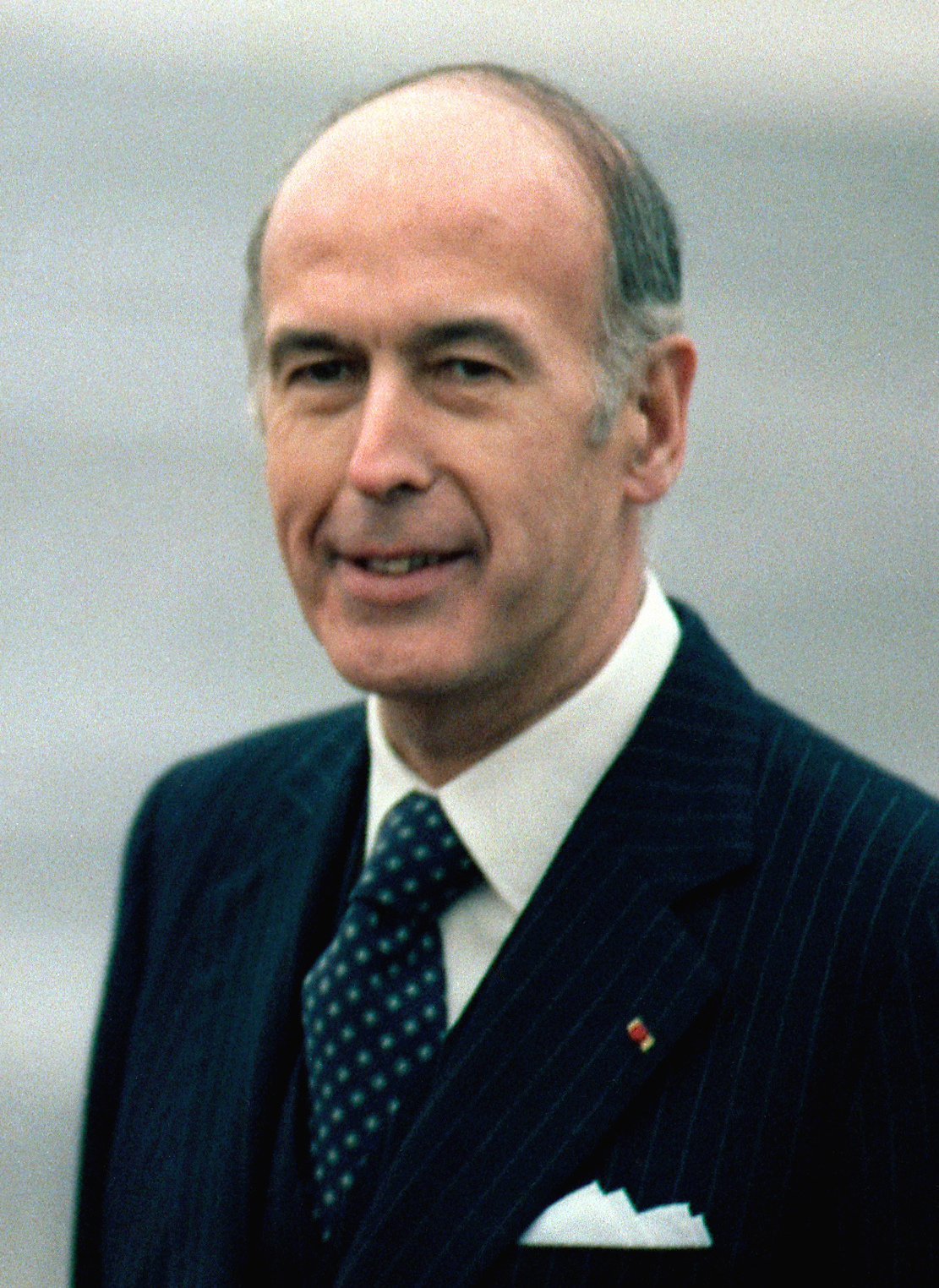
Valéry Giscard d'Estaing
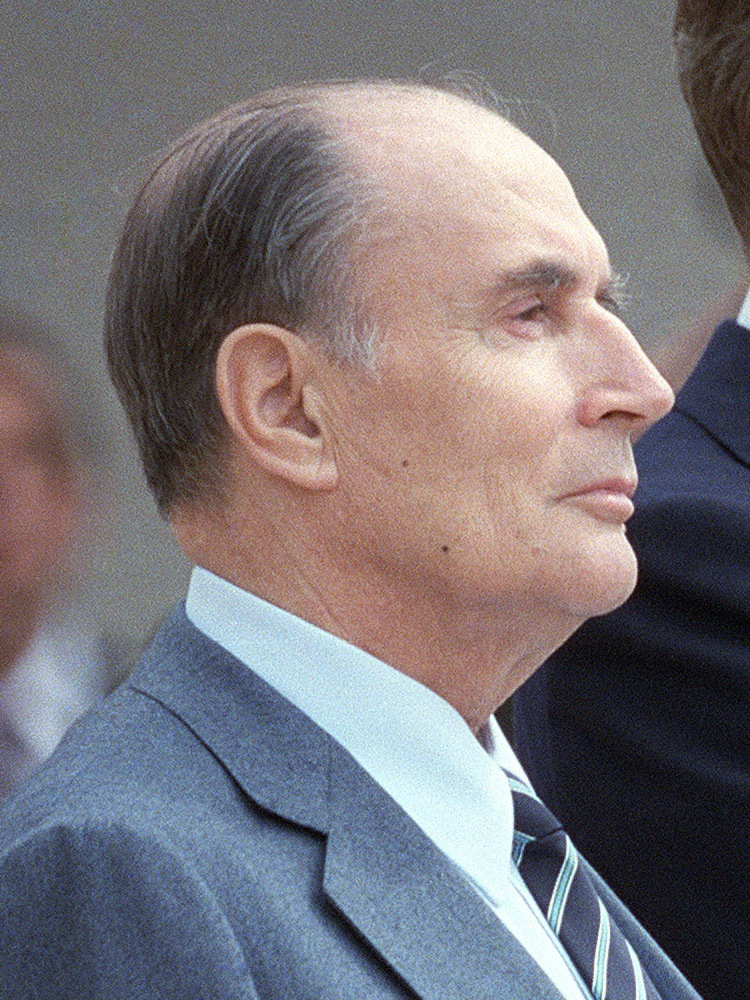
François Mitterrand
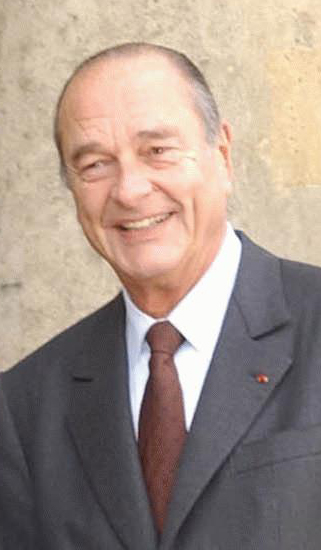
Jacques Chirac
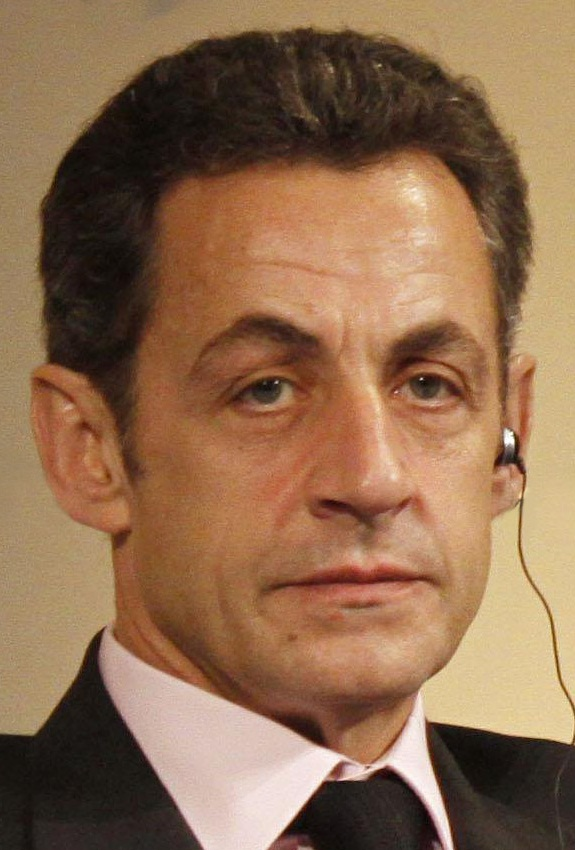
Nicolas Sarkozy
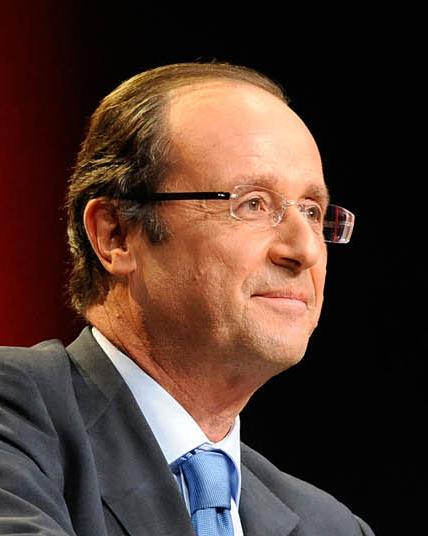
François Hollande
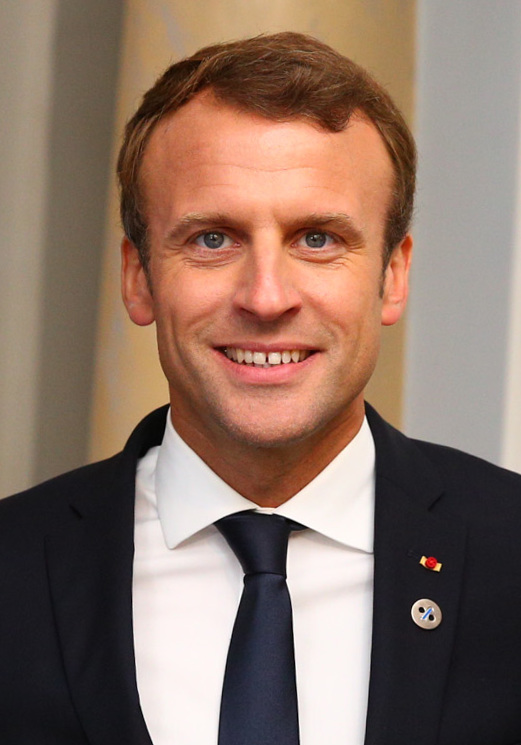
Emmanuel Macron